# As-Suhajlijja
As-Suhajlijja (arab. السحيلية) – wieś w Syrii, w muhafazie Dara. W 2004 roku liczyła 603 mieszkańców.